# マツバライザーK
マツバライザーK (Matsubaraizer K) は、同名のアクションライブショー、映像作品及びその主人公の名。
モチーフは佐賀市を流れる松原川の守り神である河童(ひょうすべ)。佐賀県のローカルヒーロー。

## 沿革
2000年代後半、佐賀県佐賀市にある松原神社で行われる「ひゃあらんさん祭」において、子どもを喜ばせるためのヒーローショーに登場するキャラクターとして考案され、イベントに登場するようになった。
主にイベントショーなどで活動しているが、動画をアップしたり、佐賀の訪問VTRを作ったりと様々な活動を試みている。
運営団体はPROJECT-K。
PROJECT-K 代表 は元々、第一線で活躍したアクション俳優であり、地元に戻った現在は「地方でも、子供達に本格的なアクションに触れてもらいたい。」と地域でアクションを広める事を目指している。
2013年5月、マツバライザーKの人間の姿「葉隠忍者・疾風丸」（はやてまる）というキャラクターが登場。PROJECT-Kとして九州忍者保存協会に加盟する。